# Hollow Land
Hollow Land er en animationsfilm instrueret af Michelle Kranot og Uri Kranot efter eget manuskript.

## Handling
I denne film om menneskets evige søgen efter et hjem, ankommer Berta og Solomon til et land, hvor de håber de kan finde ro efter deres mange rejser. Men har de fundet Utopia... eller bare endnu et stop på deres lange rejse?